# Orthosia alurina
Orthosia alurina är en nordamerikansk fjärilsart som beskrevs av Smith 1902. Arten ingår i släktet Orthosia och familjen nattflyn. Inga underarter finns listade i Catalogue of Life.